# MINDF*CK

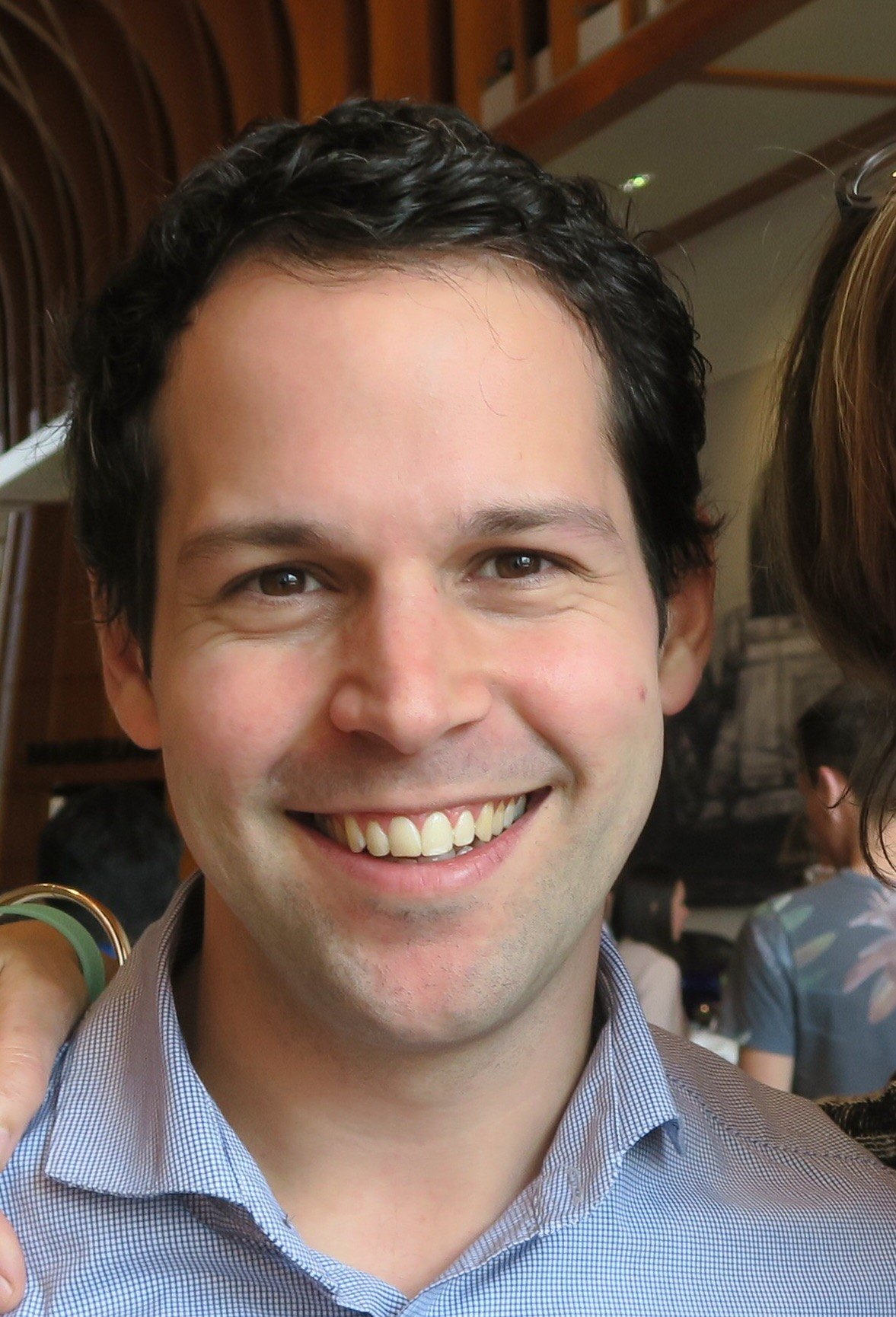
Victor Mids, presentator van het programma

MINDF*CK is een Nederlands goochelprogramma op televisie met een populairwetenschappelijke insteek, gepresenteerd door Victor Mids. Mids bedacht het programma samen met zijn jeugdvriend, regisseur en producent Oscar Verpoort, die het programma produceert met zijn productiebedrijf OVP. 
Het programma wordt sinds januari 2015 uitgezonden door AVROTROS op NPO 1. Sindsdien werden er zeven reguliere seizoenen en zeven oudejaarsspecials uitgezonden, alsook een Duitse versie onder de naam Mindmagic. In februari 2025 werd een driedelige special uitgezonden naar aanleiding van het tienjarig bestaan van het programma.

## Format
In MINDF*CK voert presentator Victor Mids in elke aflevering goocheltrucs en illusies uit bij onbekende deelnemers, alsook bij één bekende gast. Mids zegt daarbij geen acteurs te gebruiken. Ook bevat het programma telkens één truc die aan de kijkers wordt uitgelegd. Bij deze laatste trucs wordt vaak gebruik gemaakt van misleidende camerastandpunten of -technieken.
Sinds het derde seizoen bevat elke aflevering ook een experiment dat uitgevoerd wordt bij een testpanel. Hieraan kan men vaak als kijker thuis ook deelnemen.

## Afleveringen

### Seizoen 1
Het eerste seizoen werd uitgezonden in het voorjaar van 2015, op maandag om 21:25 op NPO 3.
| Afl. totaal | Afl. in seizoen | Centrale gast  | Uitzenddatum     |
| ----------- | --------------- | -------------- | ---------------- |
| 1           | 1               | Spike          | 5 januari 2015   |
| 2           | 2               | Kim Feenstra   | 12 januari 2015  |
| 3           | 3               | Victor Reinier | 19 januari 2015  |
| 4           | 4               | Susan Smit     | 26 januari 2015  |
| 5           | 5               | Gerard Ekdom   | 2 februari 2015  |
| 6           | 6               | Ben Saunders   | 9 februari 2015  |
| 7           | 7               | Lauren Verster | 16 februari 2015 |
| 8           | 8               | Fedde le Grand | 23 februari 2015 |

### Seizoen 2
Het tweede seizoen werd uitgezonden in het voorjaar van 2016, op maandag om 21:20 op NPO 3.
| Afl. totaal | Afl. in seizoen | Centrale gast          | Uitzenddatum     |
| ----------- | --------------- | ---------------------- | ---------------- |
| 9           | 1               | Matthijs van Nieuwkerk | 4 januari 2016   |
| 10          | 2               | Ilse DeLange           | 11 januari 2016  |
| 11          | 3               | Frans Bauer            | 18 januari 2016  |
| 12          | 4               | Ellen Hoog             | 25 januari 2016  |
| 13          | 5               | Julius Jaspers         | 1 februari 2016  |
| 14          | 6               | John Williams          | 8 februari 2016  |
| 15          | 7               | Abbey Hoes             | 15 februari 2016 |
| 16          | 8               | Hardwell               | 22 februari 2016 |

### Seizoen 3
Het derde seizoen werd uitgezonden in het voorjaar van 2017, op zaterdag om 20:25 op NPO 1.
| Afl. totaal | Afl. in seizoen | Centrale gast                 | Uitzenddatum  |
| ----------- | --------------- | ----------------------------- | ------------- |
| 17          | 1               | Wendy van Dijk                | 1 april 2017  |
| 18          | 2               | Mark Rutte                    | 8 april 2017  |
| 19          | 3               | Churandy Martina en Enzo Knol | 15 april 2017 |
| 20          | 4               | Miss Montreal                 | 22 april 2017 |
| 21          | 5               | Ilja Gort                     | 29 april 2017 |
| 22          | 6               | Armin van Buuren              | 6 mei 2017    |

### Seizoen 4
Het vierde seizoen werd uitgezonden in het voorjaar van 2018, op zaterdag om 20:25 op NPO 1.
| Afl. totaal | Afl. in seizoen | Centrale gast                  | Uitzenddatum  |
| ----------- | --------------- | ------------------------------ | ------------- |
| 23          | 1               | André van Duin                 | 17 maart 2018 |
| 24          | 2               | Jill Schirnhofer en René Mioch | 24 maart 2018 |
| 25          | 3               | Rico Verhoeven                 | 31 maart 2018 |
| 26          | 4               | Ellie Lust                     | 7 april 2018  |
| 27          | 5               | Dominic Seldis                 | 14 april 2018 |
| 28          | 6               | Chantal Janzen                 | 21 april 2018 |

### Seizoen 5
Het vijfde seizoen kreeg de bijnaam MINDF*CK Carribean en werd uitgezonden in het najaar van 2019, op zaterdag om 20:25 op NPO 1. Het seizoen werd volledig opgenomen op de ABC-eilanden en in Suriname.
| Afl. totaal | Afl. in seizoen | Centrale gast     | Uitzenddatum     |
| ----------- | --------------- | ----------------- | ---------------- |
| 29          | 1               | Barry Hay         | 19 oktober 2019  |
| 30          | 2               | Humberto Tan      | 26 oktober 2019  |
| 31          | 3               | Shirma Rouse      | 2 november 2019  |
| 32          | 4               | Fajah Lourens     | 9 november 2019  |
| 33          | 5               | Lee Towers        | 16 november 2019 |
| 34          | 6               | Stephanie van Eer | 23 november 2019 |

### Seizoen 6
Het zesde seizoen werd uitgezonden in het najaar van 2021, op zaterdag om 20:30 op NPO 1.
| Afl. totaal | Afl. in seizoen | Centrale gast                  | Uitzenddatum     |
| ----------- | --------------- | ------------------------------ | ---------------- |
| 35          | 1               | André Rieu                     | 30 oktober 2021  |
| 36          | 2               | Nikkie de Jager                | 6 november 2021  |
| 37          | 3               | Najib Amhali                   | 20 november 2021 |
| 38          | 4               | Maan en Snelle                 | 27 november 2021 |
| 39          | 5               | Han Peekel                     | 4 december 2021  |
| 40          | 6               | Sunnery James en Ryan Marciano | 11 december 2021 |

### Seizoen 7
Het zevende seizoen werd uitgezonden in het voorjaar van 2024, op zaterdag om 20:25 op NPO 1.
| Afl. totaal | Afl. in seizoen | Centrale gast      | Uitzenddatum  |
| ----------- | --------------- | ------------------ | ------------- |
| 41          | 1               | Youp van 't Hek    | 16 maart 2024 |
| 42          | 2               | StukTV             | 23 maart 2024 |
| 43          | 3               | Davina Michelle    | 30 maart 2024 |
| 44          | 4               | Jandino Asporaat   | 6 april 2024  |
| 45          | 5               | Paulien Cornelisse | 13 april 2024 |
| 46          | 6               | Fred van Leer      | 20 april 2024 |

### Specials

#### Oudejaarsspecials
| Titel of centrale gast                        | Uitzenddatum     | Tijdsslot      | Zender |
| --------------------------------------------- | ---------------- | -------------- | ------ |
| Het Teleportatie Experiment                   | 31 december 2016 | zaterdag 21:20 | NPO 1  |
| Broederliefde, Eva Jinek en Lieke Martens     | 31 december 2017 | zondag 20:20   | NPO 1  |
| MINDF*CK Live                                 | 31 december 2018 | maandag 20:30  | NPO 1  |
| The Best Of                                   | 31 december 2019 | dinsdag 20:30  | NPO 1  |
| Nicolette van Dam en Bas Smit                 | 31 december 2021 | vrijdag 21:40  | NPO 1  |
| Janny van der Heijden en Robèrt van Beckhoven | 31 december 2022 | zaterdag 21:30 | NPO 1  |
| Philip Freriks en Maarten van Rossem          | 31 december 2023 | zondag 20:25   | NPO 1  |

#### 10 jaar MINDF*CK
Naar aanleiding van het tienjarig bestaan van het programma werd in het voorjaar van 2025 een driedelige special uitgezonden getiteld 10 jaar MINDF*CK. De afleveringen bevatten onder andere interviews met gasten en fragmenten uit vorige seizoenen. De special werd uitgezonden op zaterdag om 19:00 op NPO 1.
| Afl. | Centrale gasten                     | Uitzenddatum     |
| ---- | ----------------------------------- | ---------------- |
| 1    | Spike en Humberto Tan               | 8 februari 2025  |
| 2    | Nikkie de Jager en Armin van Buuren | 15 februari 2025 |
| 3    | André van Duin en Stephanie van Eer | 22 februari 2025 |

## Prijzen
Bij de laatste uitreiking van de tv-beelden, in 2017, won het programma in de categorie Beste amusement. Tevens werd het programma in 2017 genomineerd voor een Gouden Roos in de categorie 'Entertainment'. In 2022 won het programma de Zapp Award voor Beste Familieprogramma.

## Boeken
Victor Mids en Oscar Verpoort brachten samen drie boeken uit in het kader van MINDF*CK:
- MINDF*CK (2016), met 101 illusies en experimenten
- MINDF*CK Next Level (2019), met 102 nieuwe illusies en experimenten
- MINDF*CK Challenges (2023), met 103 nieuwe illusies en experimenten

## Trivia
- Vanaf 20 oktober 2018 bracht Victor Mids tien keer MINDF*CK Live, in Martiniplaza in Groningen en in AFAS Live in Amsterdam. De show, waarin Mids trucs gebaseerd op het programma live voor publiek uitvoerde, werd op 31 december 2018 uitgezonden op NPO 1 als oudejaarsspecial.
- In november 2018 werd de MINDF*CK Magic Set uitgebracht, een goocheldoos in het thema van het programma. De doos bevat onder andere een getrukeerd kaartspel, dat ook apart werd uitgebracht onder de naam MINDF*CK Kaartspel.